# Locmaria-Berrien

Locmaria-Berrien este o comună în departamentul Finistère, Franța. În 1 ianuarie 2018 avea o populație de 230 de locuitori.